# 变速2：释放
《变速2：释放》（常被称作「极品飞车：变速2」）是由Slightly Mad Studios开发，艺电发行的赛车游戏。它是2009年赛车游戏《极品飞车：变速》的续作，相比前作，该作扩展了游戏的游戏的可玩性和内容，增加了一个驾驶员视角，一些夜间赛道和自《极品飞车：热力追踪》加入的Autolog功能。

## 游戏概览
《变速2：释放》收录了来自超过37个厂商的145辆授权车辆，以及超过36个取材现实的赛车赛道。